# Haifisch
Haifisch är en singel av bandet Rammstein från albumet Liebe ist für alle da. Två dagar innan musikvideon hade premiär skrev bandet på den officiella hemsidan "att hajen inte enbart har tänder; han har tårar likväl. Men eftersom han lever i saltvatten så syns dessa tårar inte. Synd. När allt kommer omkring så är detta ett av världens äldsta av alla missförstådda djur. Lite mer sympati hade inte skadat!". Refrängen till låten är en omarbetad version av "Die Moritat von Mackie Messer" av Kurt Weill och Bertolt Brecht ifrån Tolvskillingsoperan.
Musikvideon handlar om Tills begravning och hur resten av bandet hanterar detta dödsfall. De diskuterar angående en ny sångare och James Hetfield finns med som ett alternativ. Musikvideon kulminerar sedan med att bandmedlemmarna börjar slåss med varandra och Flake ramlar av misstag ner på Tills kista, som visar sig vara tom. Till själv är på Oahu, varifrån han syns posta ett vykort till resten av bandet.
Flera referenser till bandets tidigare verk visas i denna musikvideo:
- På gravkransen står meningarna "Ich werde in die Tannen gehen" som är en rad ifrån låten "Ohne dich", "Am Ende bleib' ich doch alleine" som är en rad ifrån låten "Seemann" och "Seine Worte frisst der Wind" om är en rad ifrån låten "Nebel".
- En alternativ dödsscen, med Till Lindemann och Christoph "Doom" Schneider, ifrån musikvideon till "Du hast" visas.
- En alternativ dödsscen, med Till Lindemann och Richard Z. Kruspe, ifrån musikvideon till "Ohne dich" visas.
- En alternativ scen, där Till Lindemann smiskar Paul H. Landers, ifrån musikvideon till "Sonne" visas.
- En alternativ dödsscen, med Till Lindemann och Oliver Riedel, ifrån musikvideon till "Amerika" visas.
- En scen där Christian "Flake" Lorenz tvångsmatar Till Lindemann visas. Till har på sig samma dräkt som i musikvideon till "Keine Lust", medan dödsscenen är en referens till filmen Se7en.

## Låtlista

### CD-singel
1. "Haifisch – 3:46
2. "Haifisch (Haiswing)" (Remix av Olsen Involtini) – 3:40
3. "Haifisch" (Remix av Hurts) – 3:45
4. "Haifisch" (Remix av Schwefelgelb) – 4:24

### 12" Vinyl-singel
1. "Haifisch – 3:46
2. "Haifisch" (Remix av Schwefelgelb) – 4:24

### 7" Vinyl-singel
1. "Haifisch – 3:46
2. "Haifisch (Haiswing)" (Remix av Olsen Involtini) – 3:40

### Digital download EP
1. "Haifisch – 3:46
2. "Haifisch (Haiswing)" (Remix av Olsen Involtini) – 3:40
3. "Haifisch" (Remix av Hurts) – 3:45
4. "Haifisch" (Remix av Schwefelgelb) – 4:24
5. "Haifisch" (Remix av Paul Kalkbrenner) – 3:28

- Med tillhörande Digital Booklet